# Референдумы в Лихтенштейне (2020)
Референдумы в Лихтенштейне проводились 30 августа 2020 года. Избирателей спрашивали, одобряют ли они инициативу, предлагающую изменения в Конституции, чтобы способствовать равному представительству женщин в политических органах, парламентский закон, разрешающий двойное гражданство для натурализованных граждан, и решение правительства о финансировании расширения железнодорожной линии. Все три предложения были отклонены.

## Предвыборная обстановка
Общественная инициатива «HalbeHalbe» («Половина-наполовину») предлагала добавить к пункту 2 статьи 31 Конституции Лихтенштейна текст «Поощряется сбалансированное представительство женщин и мужчин в политических органах». Инициатива была одобрена Ландтагом в ноябре 2019 года, и организаторам было дано шесть недель на сбор 1 500 подписей, необходимых для её обсуждения в Ландтаге. Было собрано около 1 800 подписей, в результате чего 4 марта 2020 года в Ландтаге прошли дебаты. Большинство членов парламента отклонили предложение и в результате оно было вынесено на всенародный референдум.
Предложение о двойном гражданстве было выдвинуто Свободным списком в 2015 году, когда Ландтаг проголосовал за то, чтобы потребовать от правительства внести поправки в законодательство, разрешающие двойное гражданство для натурализованных граждан, отменив для них требование отказаться от своего предыдущего гражданства. Закон был одобрен Ландтагом в марте 2020 года и члены парламента также голосовали за то, чтобы вынести окончательное решение избирателям на референдум.
Предложение о финансировании проекта S-Bahn Liechtenstein — прокладка двухколейного пути на железнодорожном участке Тисис—Нендельн (что позволило бы швейцарской S-Bahn Санкт-Галлен и австрийской S-Bahn Форарльберг объединиться в региональную сеть и увеличить количество поездов, проходящих через Лихтенштейн) — была одобрена Ландтагом 4 июня 2020 года, и 18 членов проголосовали за проект. Большинство членов также проголосовали за вынесение окончательного решения на референдум.

## Результаты
| Конституционная поправка «HalbeHalbe»   | 3 540 | 21,2 | 13 120 | 78,8 | 86  | 16 746 | 20 366 | 82,23 | Отклонено |
| Двойное гражданство                     | 6 417 | 38,5 | 10 262 | 61,5 | 91  | 16 770 | 20 366 | 82,34 | Отклонено |
| Железнодорожное строительство           | 6 274 | 37,7 | 10 382 | 62,3 | 127 | 16 783 | 20 366 | 82,41 | Отклонено |
| Источник: Principality of Liechtenstein |       |      |        |      |     |        |        |       |           |